# IC 776
IC 776 ist eine Balken-Spiralgalaxie vom Hubble-Typ SBm mit ausgedehnten Sternentstehungsgebieten im Sternbild Jungfrau auf der Ekliptik. Sie ist schätzungsweise 107 Millionen Lichtjahre von der Milchstraße entfernt.
Das Objekt wurde am 4. Mai 1893 vom französischen Astronomen Stéphane Javelle entdeckt.